# Besiekiery
Besiekiery – wieś w Polsce położona w województwie łódzkim, w powiecie łęczyckim, w gminie Grabów.
Najstarsza wzmianka o jej istnieniu pochodzi z 1232 roku. Obecną wieś założono po powstaniu styczniowym w wyniku parcelacji dóbr Besiekiery. 
W okresie PRL-u powstało na jej terenie Zespołowe Gospodarstwo Rolne Spółdzielni Kółek Rolniczych w Grabowie. 
Wieś szlachecka położona była w drugiej połowie XVI wieku w powiecie łęczyckim województwa łęczyckiego. W latach 1954–1968 wieś należała i była siedzibą władz gromady Besiekiery, po jej zniesieniu w gromadzie Grabów. W latach 1975–1998 miejscowość administracyjnie należała do województwa konińskiego.
W latach 1843–1850 we wsi mieszkał poeta Jan Jaśkowski.
We wsi mieści się Ochotnicza Straż Pożarna. 

## Zabytki

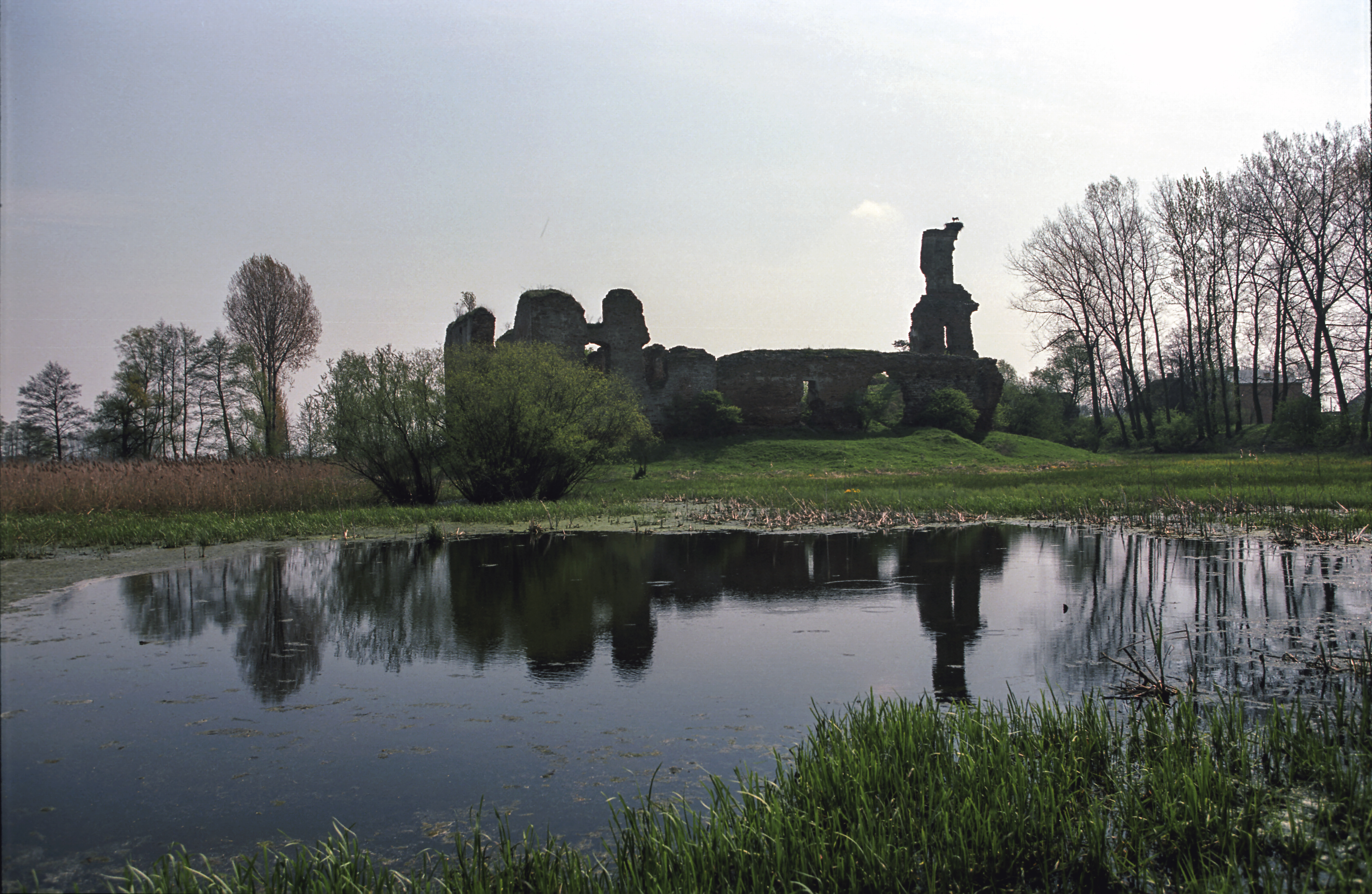
Besiekiery – fosa z ruinami zamku w tle

Według rejestru zabytków Narodowego Instytutu Dziedzictwa na listę zabytków wpisany jest obiekt:
- Ruiny zamku z ok. 1500 r. (nr rej.: 77-V-1 z 29.03.1949 oraz 66 z 1.08.1967). Zamek pierwotnie wzniesiony na siedzibę rycerską przez rodzinę Sokołowskich herbu Pomian. Został przebudowany w 1597 r. przez kardynała Andrzeja Batorego[8]- biskupa warmińskiego, a następnie w 1635 r. sprzedany  Szczawińskiemu. Opuszczony po 1800 r. popadł w ruinę. W III dekadzie XXI wieku obiekt udostępniono turystom[9]